# Qianlingula bilamellata
Qianlingula bilamellata är en spindelart som beskrevs av Zhang, Zhu och Song 2004. Qianlingula bilamellata ingår i släktet Qianlingula och familjen vårdnätsspindlar. Inga underarter finns listade i Catalogue of Life.